# Sebastián Martos
Pour les articles homonymes, voir Martos (homonymie).
Sebastián Martos, né le 20 juin 1989 à Huelma, est un athlète espagnol, spécialiste du steeple. 

## Biographie
En 2011, il remporte la médaille d'or du 3 000 m steeple lors des Championnats d'Europe espoirs se déroulant à Ostrava. En 2013, il obtient la médaille d'argent des Universiades d'été de Kazan.
Il termine à deux reprises quatrième lors des Championnats d'Europe en 2014 et en 2016.

## Palmarès
| Date | Compétition                   | Lieu    | Résultat | Épreuve         | Temps         |
| ---- | ----------------------------- | ------- | -------- | --------------- | ------------- |
| 2011 | Championnats d'Europe espoirs | Ostrava | 1er      | 3 000 m steeple | 8 min 35 s 35 |
| 2013 | Universiade                   | Kazan   | 2e       | 3 000 m steeple | 8 min 37 s 94 |
| 2022 | Championnats d'Europe         | Munich  | 6e       | 3 000 m steeple | 8 min 26 s 68 |

### Records
| Épreuve         | Performance   | Lieu   | Date         |
| --------------- | ------------- | ------ | ------------ |
| 3 000 m steeple | 8 min 18 s 31 | Huelva | 12 juin 2014 |